# Australian Championships 1928
Die 21. Australian Championships waren ein Tennis-Rasenplatzturnier der Klasse Grand Slam, das von der ILTF veranstaltet wurde. Es fand vom 21. bis 30. Januar 1928 in Sydney, Australien statt.
Titelverteidiger im Einzel waren Gerald Patterson bei den Herren sowie Esna Boyd bei den Damen. Im Herrendoppel waren John Hawkes und Gerald Patterson, im Damendoppel Meryl O’Hara Wood und Louie Bickerton die Titelverteidiger. Im Mixed waren Esna Boyd und John Hawkes die Titelverteidiger.